# デヴィッド・アーノルド
デヴィッド・アーノルド（David Arnold, 1962年1月23日 - ）は、イギリス出身の作曲家。
ローランド・エメリッヒ監督作品や、007シリーズの音楽で有名。

## 主な作品
- プレイデッド The Young Americans （1993年）
- スターゲイト Stargate （1994年）
- ネイティブ・ハート Last of the Dogmen （1995年）
- インデペンデンス・デイ Independence Day （1996年）
- 普通じゃない A Life Less Ordinary （1997年）
- 007 トゥモロー・ネバー・ダイ Tomorrow Never Dies （1997年）
- GODZILLA Godzilla （1998年）[1]
- 007 ワールド・イズ・ノット・イナフ The World Is Not Enough （1999年）
- シャフト Shaft （2000年）
- サウスセントラルLA Baby Boy （2001年）
- ズーランダー Zoolander （2001年）
- ヤング・ブラッド The Musketeer （2001年）
- 007 ダイ・アナザー・デイ Die Another Day （2002年）
- チェンジング・レーン Changing Lanes （2002年）
- イナフ Enough （2002年）
- ワイルド・スピードX2 2 Fast 2 Furious （2003年）
- ステップフォード・ワイフ The Stepford Wives （2004年）
- ブライアン・ジョーンズ ストーンズから消えた男 Stoned （2005年）
- フォー・ブラザーズ/狼たちの誓い Four Brothers （2005年）
- 007 カジノ・ロワイヤル Casino Royale （2006年）
- アメイジング・グレイス Amazing Grace （2006年）
- ホット・ファズ -俺たちスーパーポリスメン!- Hot Fuzz （2007年）
- グラインドハウス Grindhouse （2007年）
- Agent Crush （2008年）
- 007 慰めの報酬 Quantum of Solace （2008年）
- 恋とニュースのつくり方 Morning Glory （2010年）
- ナルニア国物語/第3章:アスラン王と魔法の島 The Chronicles of Narnia: The Voyage of the Dawn Treader （2010年）
- SHERLOCK （2010年 - ）
- 宇宙人ポール Paul （2011年）
- グッド・オーメンズ (テレビドラマ) （2019年-）
- ドラキュラ伯爵 Dracula (2020年)
- フレッチ/死体のいる迷路　Confess, Fletch (2022)